# FA Community Shield 2024
Il FA Community Shield 2024 è stata la 102ª edizione della competizione e si è disputata il 10 agosto 2024 al Wembley Stadium di Londra.
A sfidarsi sono state il Manchester City, detentore della Premier League 2023-2024, ed il Manchester Utd, vincitore della FA Cup 2023-2024.
Il trofeo è stato vinto dal Manchester City per 7-6 ai tiri di rigore dopo l'1-1 dei tempi regolamentari. Per i Citizens si è trattato del settimo successo nella competizione, il primo dall'edizione 2019, eguagliando così il Tottenham.

## Partecipanti
| Squadre         | Qualificazione                           | Partecipazioni precedenti (il grassetto indica la vittoria) |
| --------------- | ---------------------------------------- | --- |
| Manchester City | Vincitore della Premier League 2023-2024 | 15 (1934, 1937, 1956, 1968, 1969, 1972, 1973, 2011, 2012, 2014, 2018, 2019, 2021, 2022, 2023)                                                                                           |
| Manchester Utd  | Vincitore della FA Cup 2023-2024         | 30 (1908, 1911, 1948, 1952, 1956, 1957, 1963, 1965, 1967, 1977, 1983, 1985, 1990, 1993, 1994, 1996, 1997, 1998, 1999, 2000, 2001, 2003, 2004, 2007, 2008, 2009, 2010, 2011, 2013, 2016) |

## Antefatti
La sfida — che rappresenta il centonovantaquattresimo derby di Manchester in tutte le competizioni ufficiali — è la terza tra le squadre nel torneo, dopo l'edizione del 1956 disputata al Maine Road e vinta dal Manchester Utd per 1-0 col gol di Viollet. La seconda sfida si tenne nel 2011, questa volta al Wembley Stadium, dove ebbero nuovamente la meglio i Red Devils in rimonta per 3-2, dopo essere andati sotto di due gol nel primo tempo, con le reti di Smalling e la doppietta di Nani, con il gol della vittoria nei minuti di recupero. Il Manchester City arriva alla finale per la sedicesima volta, la quarta consecutiva. Il bilancio dei Citizens è di sei vittorie e nove sconfitte, tra le quali le ultime tre edizioni. Il Manchester United partecipa alla Community Shield per la trentunesima volta, la prima dal 2016 vinta per 2-1 contro il Leicester City con le reti di Lingard ed Ibrahimović. Il bilancio dei Red Devils è di ventuno vittorie e nove sconfitte.
Le due squadre sono tornate a sfidarsi dopo la finale di FA Cup 2023-2024, disputata sempre a Wembley lo scorso 25 maggio, vinta dal Manchester United, al tredicesimo successo nella competizione, per 2-1 grazie alle reti di Garnacho e Mainoo, nonché uomo partita, alle quali risponde solo nei minuti finali la rete di Doku per il Manchester City.
Sul fronte allenatori, Pep Guardiola, tecnico del Manchester City, è alla sesta apparizione nell'atto conclusivo del torneo, la quarta consecutiva dopo le tre sconfitte nelle ultime tre edizioni subite contro Arsenal, Liverpool e Leicester. Il tecnico spagnolo è invece uscito vittorioso nelle sue prime due apparizioni contro Chelsea nel 2018 e Liverpool nel 2019. Erik ten Hag, tecnico del Manchester United, è invece al debutto nella competizione all'inizio della sua terza stagione alla guida della squadra. Nella sua passata esperienza all'Ajax ha partecipato a due Supercoppe dei Paesi Bassi dove è riuscito a portarsi a casa il trofeo nell'edizione del 2019 contro il PSV, che lo ha successivamente battuto nell'edizione del 2021.

## Tabellino
| Arbitro: | Jarred Gillett |

|                                                                    |                      |                                                                   |
| Bernardo Silva 89’                                                 | Marcatori            | 82’ Garnacho                                                      |
| Bernardo Silva De Bruyne Haaland Savinho Ederson Nunes Dias Akanji | Tiri di rigore 7 – 6 | Fernandes Dalot Garnacho Sancho Casemiro McTominay Martínez Evans |

| Manchester City | Manchester United |

| P               | 31 | Ederson         |     |       |
| D               | 82 | Rico Lewis      |     |       |
| D               | 3  | Rúben Dias      |     |       |
| D               | 25 | Manuel Akanji   |     |       |
| D               | 24 | Joško Gvardiol  |     | 90+1’ |
| C               | 75 | Nico O'Reilly   |     | 63’   |
| C               | 8  | Mateo Kovačić   |     |       |
| C               | 52 | Oscar Bobb      |     | 90+1’ |
| C               | 87 | James McAtee    |     | 80’   |
| C               | 11 | Jérémy Doku     |     | 63’   |
| A               | 9  | Erling Haaland  |     |       |
| A disposizione: |    |                 |     |       |
| P               | 18 | Stefan Ortega   |     |       |
| P               | 33 | Scott Carson    |     |       |
| D               | 6  | Nathan Aké      |     | 90+1’ |
| D               | 78 | Issa Kaboré     |     |       |
| C               | 4  | Kalvin Phillips |     |       |
| C               | 17 | Kevin De Bruyne |     | 90+1’ |
| C               | 20 | Bernardo Silva  | 85’ | 80’   |
| C               | 27 | Matheus Nunes   | 68’ | 63’   |
| A               | 26 | Savinho         |     | 63’   |
| Allenatore:     |    |                 |     |       |
| Pep Guardiola   |    |                 |     |       |

| P               | 24 | André Onana        |  |     |
| D               | 20 | Diogo Dalot        |  |     |
| D               | 5  | Harry Maguire      |  | 59’ |
| D               | 35 | Jonny Evans        |  |     |
| D               | 6  | Lisandro Martínez  |  |     |
| C               | 7  | Mason Mount        |  | 58’ |
| C               | 18 | Casemiro           |  |     |
| C               | 37 | Kobbie Mainoo      |  | 59’ |
| A               | 16 | Amad Diallo        |  | 59’ |
| A               | 8  | Bruno Fernandes    |  |     |
| A               | 10 | Marcus Rashford    |  | 83’ |
| A disposizione: |    |                    |  |     |
| P               | 1  | Altay Bayındır     |  |     |
| C               | 14 | Christian Eriksen  |  |     |
| C               | 39 | Scott McTominay    |  | 58’ |
| C               | 43 | Toby Collyer       |  | 59’ |
| A               | 11 | Joshua Zirkzee     |  |     |
| A               | 17 | Alejandro Garnacho |  | 59’ |
| A               | 21 | Antony             |  |     |
| A               | 25 | Jadon Sancho       |  | 83’ |
| A               | 28 | Facundo Pellistri  |  | 59’ |
| Allenatore:     |    |                    |  |     |
| Erik ten Hag    |    |                    |  |     |

| Assistenti arbitrali: Adrian Holmes Nick Greenhalgh Quarto ufficiale: Sam Barrott VAR: Peter Bankes Assistente al VAR: Sian Massey-Ellis Supporto al VAR: Tim Robinson | Regole dell'incontro - due tempi regolamentari da 45 minuti ciascuno; - tiri di rigore in caso di parità; inizialmente cinque per squadra, e a oltranza fino a spareggio in caso di ulteriore parità; - numero massimo di 20 giocatori per squadra a referto (11 in campo e 9 come potenziali sostituti); - sei sostituzioni permesse. |